# Gamma de la Vela
Gamma de la Vela (γ Velorum) és l'estel més brillant de la constel·lació de la Vela amb magnitud aparent +1,75. En realitat és un sistema estel·lar complex amb, almenys, set components.

## Noms
Gamma de la Vela rep el nom tradicional de Suhail al-Muhlif, que pot ocasionar certa confusió, ja que Suhail és el nom de la veïna λ Velorum.
Modernament se l'ha denominat Regor, paraula inventada com una broma de l'astronauta de l'Apol·lo 1 Gus Grissom cap al seu company Roger Chaffee (Regor és Roger al revés).

## Gamma¹ de la Vela
El seu company més proper, a 41,2 segons d'arc, és Gamma¹ de la Vela o Gamma de la Vela B (HD 68243), estel subgegant de tipus B i magnitud +4,7, que pot resoldre's fàcilment amb binocles. Alhora és un binari espectroscòpic amb un període de 1,483 dies. La seva distància real a Gamma² de la Vela és de més de 15.000 ua.

## Gamma² de la Vela
La component més brillant, Gamma² de la Vela o Gamma de la Vela A (HD 68273), és un estel binari format per dos estels molt massius i calents: un estel de Wolf-Rayet i un estel blau de tipus espectral O7.5. El primer té una temperatura superficial entre 57.000 i 70.000 K, mentre que la del segon és de 32.500 K. Els dos estels són extraordinàriament lluminosos, l'estel blau 180.000 vegades més lluminós que el Sol, i l'estel de Wolf-Rayet és 100.000 vegades més lluminós. L'estel blau és un estel massiu amb una massa 30 vegades major que la del Sol, i el seu radi és 13 vegades més gran que el radi solar. No obstant això, l'estel de Wolf-Rayet, més evolucionat que el seu company, era antany més massiu, amb una massa inicial de 40 masses solars. Avui té una massa 10 vegades major que la del Sol a causa de la pèrdua de massa estel·lar; el fort vent estel·lar que bufa des de la seva superfície fa que cada any perdi l'equivalent a una centmil·lèsima de la massa solar. Amb una edat d'uns pocs milions d'anys, es troba en les últimes etapes abans d'explotar com a supernova. La separació entre els dos estels és d'aproximadament 1 unitat astronòmica (ua) amb un període orbital d'uns 78,5 dies.

## Components addicionals
El sistema té diversos components més tènues. Gamma de la Vela C (SAO 219505) és un estel blanc de tipus F0 i magnitud +7,4, situat a 62,3 segons d'arc de Gamma2 de la Vela. Una mica més allunyat d'aquest últim, a 93,5 segons d'arc, es troba un altre sistema binari, format per un altre estel de tipus F0 i magnitud 9,4 —Gamma de la Vela D (SAO 219506)— i un altre acompanyant més tènue de magnitud 13 —Gamma de la Vela E—, ambdós separats 1,8 segons d'arc.